# Бенингтън (окръг, Вермонт)
Окръг Бенингтън (на английски: Bennington County) е окръг в щата Вермонт, Съединени американски щати. Площта му е 1756 km², а населението – 36 191 души (2016). Административни центрове са градовете Бенингтън и Манчестър.